# На срцу ми лежиш
На срцу ми лежиш је девети студијски албум српске фолк певачице Наде Топчагић, издат 1988. године за ПГП РТБ. Албум је снимљен уз ансамбл Мише Мијатовића, који је био и продуцент.

## Списак песама
| №   | Назив                  | Текст                   | Музика                | Трајање |  |
| 1.  | На срцу ми лежиш       | Радмила Тодоровић Бабић | Миша Мијатовић        |         |  |
| 2.  | Мајчин опроштај        | Руждија Крупа           | Мехо Пузић            |         |  |
| 3.  | Теби дугујем све       | Мила Јанковић           | Предраг Неговановић   |         |  |
| 4.  | Човек нек се заигра    | Раде Крстић             | Раде Крстић           |         |  |
| 5.  | Останимо другови       | Славица Вуковић         | Предраг Вуковић Вукас |         |  |
| 6.  | Не дај да одем од тебе | Стојанка Папков         | Предраг Вуковић       |         |  |
| 7.  | Плакаћу сутра          | Радмила Тодоровић Бабић | Миша Мијатовић        |         |  |
| 8.  | Ситнице живот значе    | Рођа Раичевић           | Рођа Раичевић         |         |  |
| 9.  | Туго голема            | Стевица Спасић          | Раде Крстић           |         |  |
| 10. | Ноћас ми се живот руши | Миладин Богосављевић    | Предраг Неговановић   |         |  |